# Cecilia Wærn
Emma Cecilia Wærn, född 15 juni 1853 i Göteborg, död 8 juli 1926 i Florens, var en svensk journalist och författare.
Cecilia Wærn var dotter till disponenten Morten Edvard Wærn och Emma Margareta Catharina Nerman och brorsdotter till Carl Fredrik Wærn. Hon företog under sin ungdom och medelålder mångåriga resor i Europa och Amerika, varvid hon studerade konst- och kulturhistoria och verkade som föreläsare vid institut och högskolor, bland annat i New York 1892–1899 och i Storbritannien. Hon publicerade artiklar om konst och litteratur i Nordisk tidskrift och Ord och Bild samt utgav Konsten att se och njuta. Försök till en praktisk konstteori (1904), Mediæval Sicily. Aspects of life and art in the middle ages (1910) och Italiensk mat. Anvisningar från det italienska köket med ett hundra matrecept (1915).